# I ribelli del Kansas
I ribelli del Kansas (The Jayhawkers!) è un film del 1959 diretto da Melvin Frank.
È un western statunitense con Jeff Chandler, Fess Parker, Nicole Maurey e Henry Silva, basato sulle vicende dei cosiddetti jayhawker del Kansas.

## Produzione
Il film, diretto da Melvin Frank su una sceneggiatura di A.I. Bezzerides, Frank Fenton, Melvin Frank Joseph Petracca, fu prodotto dallo stesso Frank e Norman Panama per la Paramount Pictures e girato nel Bronson Canyon e nei Paramount Studios a Hollywood, in California, dal 10 dicembre 1958 all'inizio di febbraio 1959 e nel marzo dello stesso anno.

## Distribuzione
Il film fu distribuito con il titolo The Jayhawkers! negli Stati Uniti nell'ottobre 1959 al cinema dalla Paramount Pictures.
Altre distribuzioni:
- in Germania Ovest il 24 giugno 1960 (Der Herrscher von Kansas)
- in Svezia il 25 luglio (Rovhöken)* in Finlandia il 19 agosto 1960
- in Messico il 25 agosto 1960 (Paholaisen pataljoona)
- in Norvegia il 21 novembre 1960
- in Francia il 13 gennaio 1961 (Violence au Kansas)
- in Danimarca il 4 settembre 1961 (Hævneren fra Kansas)
- in Austria (Der Herrscher von Kansas)
- in Brasile (Na Encruzilhada dos Facínoras)
- in Spagna (Los rebeldes de Kansas)
- in Grecia (O dromos ton giganton)
- in Italia (I ribelli del Kansas)
- in Messico (Cuando mueren los malvados)

## Promozione
Le tagline sono:
- Against the background of a turbulent era when Civil War was a flaming cloud on history's horizon.. A TREMENDOUS MOTION PICTURE!
- These Were the Wild-Riding Vikings of the Great Plains!